# Bundesautobahn 226
La Bundesautobahn 226 (ou BAB 226, A226 ou Autobahn 226) est une autoroute passant par le Schleswig-Holstein. Elle mesure 4 kilomètres.